# Recompresión mecánica de vapor
La recompresión mecánica de vapor (MVR) es un proceso de recuperación de energía donde la energía se agrega al vapor de baja presión (generalmente vapor de agua) al comprimirlo. El resultado es un menor volumen de vapor a una temperatura y presión más altas, que se pueden utilizar para realizar un trabajo útil. Típicamente, el vapor comprimido puede usarse para calentar las aguas madres para producir el vapor a baja presión. 

## Aplicaciones

### Corriente
La recompresión mecánica del vapor se utiliza principalmente en procesos industriales como la evaporación y la destilación. El calor del condensador, que de otro modo se perdería, puede recuperarse y usarse en el proceso de evaporación. 
El MVR se utilizó en el sistema de vapor comprimido Cristiani para la transmisión de locomotoras. Aunque era técnicamente factible, no se hizo popular debido a su complejidad.

## Alternativas
Las alternativas a la recompresión mecánica de vapor (MVR) son: 
- Evaporación de efecto múltiple (MEE)

- Recompresión de vapor térmico (TVR) (también conocida como termocompresión)

Se puede usar una combinación de los tres métodos dependiendo del proceso. Por ejemplo, se puede instalar un circuito evaporador de 3 efectos usando MVR para transferir calor. 